# Paul McQuistan
Paul McQuistan (San Diego, 30 aprile 1983) è un giocatore di football americano statunitense che gioca nei ruoli di offensive guard e offensive tackle nella National Football League (NFL). Fu scelto nel corso del terzo giro (69º assoluto) del Draft NFL 2006 dagli Oakland Raiders. Al college giocò a football alla Weber State University.

## Carriera

### Oakland Raiders
McQuistan fu selezionato nel terzo giro del Draft 2006 dagli Oakland Raiders. Il 25 luglio firmò un contratto quadriennale del valore di 2,40 milioni di dollari di cui 795.000 di bonus alla firma. Debuttò nella NFL l'11 settembre contro i San Diego Chargers. Nella sua stagione da rookie disputò 15 partite, di cui 6 da titolare. Nel 2007 disputò 16 partite, di cui 6 come titolare. Nel 2008 disputò una sola partita prima di infortunarsi e perdere tutto il seguito dell'annata. Fu inserito nella lista infortunati il 10 settembre. Il 9 novembre 2009 venne rilasciato.

### Jacksonville Jaguars
Firmò con i Jacksonville Jaguars il 21 novembre, chiudendo la stagione con 3 partite, di cui nessuna da titolare. Il 4 settembre 2010 venne svincolato.

### Cleveland Browns
Dopo aver firmato con i Browns venne svincolato il 14 novembre 2010, senza giocare una partita.

### Seattle Seahawks
Nella stagione 2011, Paul firmò coi Seattle Seahawks con cui disputò tutte le 16 gare stagionali, 10 delle quali come titolare. Il 14 marzo 2012 firmò un biennale del valore di 4 milioni di dollari di cui 750.000 dollari di bonus alla firma. In quell'anno divenne stabilmente titolare venendo sempre schierato dall'inizio, incluse le due gare di playoff della squadra.
Nel 2013, Paul disputò tutte le 16 gare della stagione regolare, 14 delle quali come titolare. Il 2 febbraio 2014 vinse il Super Bowl XLVIII quando i Seahawks batterono i Denver Broncos per 43-8.

### Cleveland Browns
Il 24 marzo 2014, dopo essere stato svincolato dai Seahawks, McQuistan firmò un contratto biennale con i Cleveland Browns.

## Palmarès

### Franchigia
- Super Bowl : 1

Seattle Seahawks: Super Bowl XLVIII
- National Football Conference Championship: 1

Seattle Seahawks: 2013

## Statistiche
| Partite totali      | 83 |
| Partite da titolare | 52 |
| Fumble recuperati   | 2  |

Statistiche aggiornate alla stagione 2016